# 2-я моторизованная химическая дивизия
2-я моторизованная химическая дивизия (2-я мхд) — воинское соединение химических войск в Красной Армии Вооружённых Сил СССР.

## История

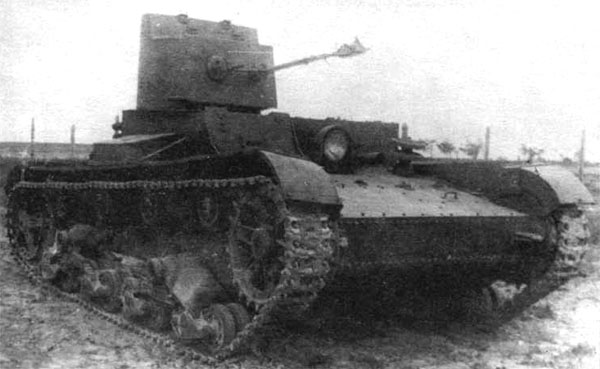
Химический танк ХТ-26

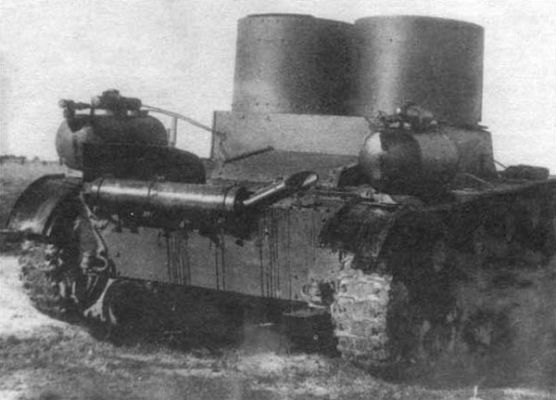
Химический танк ХТ-26. Двухбашенная модификация (вид сзади)

Генеральный Штаб директивой № 4/4/36409 от 4.12.1936 г. обязал Военный совет Приволжского военного округа сформировать 2-ю моторизованную химическую дивизию по штатам:
- управление,
- 4-й моторизованный полк,
- 5-й моторизованый полк,
- 6-й моторизованный полк.

Дивизия формировалась с 1 января 1937 года. Командиром дивизии назначен комбриг В. М. Воронков.
Для формирования воинских частей соединения из войск округов выделялись:
- для 4-го моторизованного полка — 4-я рота 12-го отдельного химического батальона, отдельные химические роты 6-го и 8-го стрелковых корпусов Киевского военного округа, 2-й отдельный химический батальон без роты;
- для 5-го моторизованного полка — 12-й отдельный химический батальон без двух рот, отдельные химические роты 15-го и 17-го стрелковых корпусов Киевского военного округа;
- для 6-го моторизованного полка — отдельные химические роты  4-го, 5-го, 11-го, 16-го стрелковых корпусов, 1-я рота 2-го химического батальона и 1-я рота 12-го химического батальона.

Дислоцировалась дивизия в г. Вольске. Летние лагеря дивизии находились в  Тоцкое.
На вооружении дивизии были танки:
- ХТ-26 \ БХМ-3 — советские лёгкие химические (огнемётные) танки, созданные на базе лёгкого танка Т-26. Выпускались они несколькими сериями в период с 1932 по 1936 год.

Имели вооружение: огнемёт в пулемётной башне на месте пушки. Рядом находился спаренный с огнемётом пулемёт. На корпусе установлено оборудование для распыления химических веществ. В строю они находились долгое время, достаточно успешно применялись в военном походе в восточные районы Польши - Западную Украину 1939 года, в советско-финляндской войне 1939-1940 годов (Зимней войне) и на начальном этапе Великой Отечественной войны 1941-1945 годов советского народа против Германии. Эксплуатация этой модели в войсках выявила недостатки и по этой причине конструкторы начали поиск новых решений.
- ХТ-130 (ОТ-130) — советский лёгкий химический (огнемётный) танк, массовый танк межвоенного периода. Спроектирован на базе танка Т-26 образца 1933 г.

Имел вооружение: огнемёт в башне на месте пушки. Рядом находился спаренный с огнемётом пулемёт. На корпусе установлено оборудование для распыления химических веществ. В 1936 году был поставлен на производство. В 1936−1939 годах промышленность изготовила 401 ОТ-130.
8 июня 1937 года  командир бригады комбриг В. М. Воронков арестован.
Весной 1938 года дивизия переформирована в 31-ю химическую танковую бригаду.

## Подчинение
| Дата                                 | Фронт                     | Армия | Корпус | Примечания |
| ------------------------------------ | ------------------------- | ----- | ------ | ---------- |
| 1 января 1937 года – весна 1938 года | Приволжский военный округ |       |        |            |

## Командование
- Командир бригады комбриг Виктор Михайлович Воронков (арестован 8.06.37).[1],[2]
- Начальник штаба 4-го мп подполковник Василий Петрович Крымов, (11.1936-1937 годах) начальник штаба 4-го мп.[1]

## Состав
На 1937-1938:
- Управление бригады.
- 4-й моторизованный полк
- 5-й моторизованный полк
- 6-й моторизованный полк
- Отдельный тракторный батальон
- Отдельная рота связи
- Отдельная сапёрная рота
- Подразделения обеспечения.